# Хуселт
Хуселт (на нидерландски: Hoeselt) е селище в Североизточна Белгия, окръг Тонгерен на провинция Лимбург. Намира се на 6 km северно от град Тонгерен. Населението му е около 9270 души (2006).